# ساعت تابستانی بریتانیا
ساعت تابستانی بریتانیا  به انگلیسی (British Summer Time) که به اختصار "BST" نامیده می‌شود، ساعت تابستانی بریتانیا است که یک ساعت از ساعت گرینویچ جلوتر است و کاملاً با "GMT" متفاوت می‌باشد. به همین دلیل در هنگام اجرای "BST" عصرها طولانی‌تر از ساعات صبح است.
ساعت رسمی بریتانیا هر ساله از آخرین یکشنبه ماه مارس راس ساعت ۱ بامداد یک ساعت جلو کشیده می‌شود و در آخرین یکشنبه ماه اکتبر راس ساعت ۲ بامداد ساعت رسمی بریتانیا یک ساعت عقب کشیده می‌شود که اختلاف یک ساعت آن با ساعت گرینویچ از بین می‌رود. به‌طور مثال در سال ۲۰۱۵ ساعت رسمی کشور در ساعت ۱ بامداد ۲۹ مارس یک ساعت به جلو کشیده خواهد شد و در یکشنبه ۲۵اکتبر راس ساعت ۲ بامداد یک ساعت به عقب کشیده خواهد شد.
در آغاز اعمال ساعت تابستانی به گونه‌ای دیگر در بریتانیا انجام می‌پذیرفت. برای نخستین با پیشنهاد ویلیام ویلت در تابستان ۱۹۱۶ ساعت ملی هر ساله ۸۰ دقیقه به جلو کشیده می‌شد و سپس در نخستین روز ماه اکتبر ساعت را به همان شکل قبلی به عقب می‌کشیدند که در نهایت در ۲ دسامبر ۱۹۷۰ با رای‌گیری در مجلس عوام بریتانیا ساعت رسمی به جای ۸۰ دقیقه، یک ساعت جلو کشیده می‌شود.
- جدول زمانی آغاز و پایان ساعت تابستانی بریتانیا - BST

| سال  | آغاز    | پایان    |
| ---- | ------- | -------- |
| ۲۰۱۲ | ۲۵ مارس | ۲۸ اکتبر |
| ۲۰۱۳ | ۳۱ مارس | ۲۷ اکتبر |
| ۲۰۱۴ | ۳۰ مارس | ۲۶ اکتبر |
| ۲۰۱۵ | ۲۹ مارس | ۲۵ اکتبر |
| ۲۰۱۶ | ۲۷ مارس | ۳۰ اکتبر |
| ۲۰۱۷ | ۲۶ مارس | ۲۹ اکتبر |
| ۲۰۱۸ | ۲۵ مارس | ۲۸ اکتبر |